# Apatura moriei
Apatura moriei är en fjärilsart som beskrevs av Le Moult 1947. Apatura moriei ingår i släktet Apatura och familjen praktfjärilar. Inga underarter finns listade i Catalogue of Life.